# 保羅·加扎尼加
保羅·加扎尼加（西班牙語：Paulo Gazzaniga；1992年1月2日—）是一位阿根廷足球運動員，場上司职守門員，現時效力西甲球隊赫罗纳。

## 生平
加扎尼加在2012年7月20日從英乙球隊基林漢轉會至南安普顿。
2021年2月1日，加扎尼加租借至西甲球隊埃尔切，租期至2020-21賽季結束。
2021年7月24日，加扎尼加與英冠球會富勒姆簽訂了一份為期兩年的合約。隨著貝恩德·萊諾於2022年8月的到來，加扎尼加被列為第三門將，在2022-23賽季租借加盟西甲球隊赫罗纳。

## 榮譽

### 球會
南安普顿
- 英超盃（英语：Premier League Cup (football)） 冠軍：2014－2015賽季

 熱刺
- 歐洲冠軍聯賽 亞軍：2018－2019賽季

 富勒姆
- 英格蘭足球冠軍聯賽 冠軍：2021–22[9]賽季

## 外部連結
- Paulo Gazzaniga profile （页面存档备份，存于） at the Tottenham Hotspur F.C. website
- Paulo Gazzaniga Career Profile （页面存档备份，存于）
- 足球数据库：保羅·加扎尼加的球员统计数据
- Soccerway資料庫：保羅·加扎尼加
- Southampton FC profile
- Italia Names （页面存档备份，存于）
- Saints Web （页面存档备份，存于）